# UNESCO
Organizace OSN pro vzdělání, vědu a kulturu (anglicky United Nations Educational, Scientific and Cultural Organization, UNESCO) je specializovaná agentura OSN zaměřená na podporu světového míru a bezpečnosti prostřednictvím mezinárodní spolupráce ve vzdělávání, vědě a kultuře. Sídlí v Paříži. Organizace má 194 členských zemí a 12 přidružených členů.
Vznik UNESCO byl zahájen podepsáním Ústavy v Londýně na ustavující diplomatické konferenci 16. listopadu 1945. Ústava pak vstoupila v platnost 4. listopadu 1946 po její ratifikaci zakládajícími dvaceti státy: Austrálie, Brazílie, Čína, Československo, Dánsko, Dominikánská republika, Egypt, Francie, Indie, Jižní Afrika, Kanada, Libanon, Mexiko, Norsko, Nový Zéland, Řecko, Saúdská Arábie, Spojené království, Turecko a USA.
Organizace se zabývá činností v pěti hlavních oborech: vzdělání, přírodní vědy, sociální a humanitní vědy, kultura, komunikace a informace. Projekty podporované UNESCO zahrnují šíření gramotnosti, odborné a školicí programy, programy mezinárodní vědní spolupráce, propagaci nezávislých médií a svobody tisku, regionální a kulturní historické projekty, propagaci kulturní různorodosti, dohody mezinárodní spolupráce v oblasti kulturního a přírodního dědictví a ochrany lidských práv, a pokusy vyrovnat rozdíly v možnosti využití digitálních technologií ve světě (digital divide).

## Orgány UNESCO

Vlajka UNESCO

Ústava organizace definuje tři hlavní orgány:
- Generální konference UNESCO
- Výkonná rada UNESCO
- Sekretariát

### Generální konference UNESCO
Generální konference UNESCO je nejvyšším orgánem UNESCO. Tvoří jej zástupci všech zúčastněných států. Pravidelné zasedání Generální konference se koná jednou za dva roky, zpravidla na konci října. Na něm se projednává a schvaluje program a rozpočet organizace do další Generální konference.
Generální konference přijímá mezinárodní smlouvy (po ratifikaci jsou pro smluvní strany závazné) a nezávazné deklarace a doporučení. Každý zúčastněný stát má při hlasování jeden hlas. Pro přijetí klíčových rozhodnutí, jako je například změna ústavy či volba generálního ředitele, je zapotřebí dvoutřetinové většiny. Pro ostatní rozhodnutí stačí prostá většina hlasů.
Vedle plenárního zasedání (delegáty tvoří obvykle ministři kultury, školství, životního prostředí nebo zahraničních věcí) pracuje i šest odborných programových komisí a čtyři výbory.

### Výkonná rada UNESCO
Výkonná rada UNESCO především dohlíží na realizaci plnění programu přijatého Generální konferencí. Dále projednává důležité otázky před jejich předložením Generální konferenci a podílí se na přípravě budoucích programů. V současné době má Výkonná rada 58 členů, jedním z nich je až do roku 2027 i Česká republika.

### Sekretariát
Sekretariát je výkonnou a servisní složkou UNESCO. Tvoří jej okolo 2 200 zaměstnanců ze 170 zemí. Z toho více než 700 pracuje v 53 kancelářích UNESCO po celém světě.
V čele Sekretariátu je generální ředitel. Jeho funkční období trvá 4 roky. Posledním generálním ředitelem je od 15. listopadu 2017 Audrey Azoulayová z Francie.

## UNESCO aČR
Československo patřilo k zakládajícím členům UNESCO. Po rozpadu Československa se samostatná Česká republika stala jeho členem 22. února 1993. Pro zprostředkování styku mezi národními institucemi a odborníky má Česká republika Českou komisi pro UNESCO. Česká republika má také Stálou misi při UNESCO.

### Česká komise proUNESCO
Česká komise pro UNESCO byla zřízena v duchu Ústavy UNESCO rozhodnutím vlády České republiky ze dne 1. června 1994 jako poradní orgán vlády. Hlavním úkolem Komise je zprostředkovávat styk národních institucí a odborníků s UNESCO. Komise dále studuje dokumenty UNESCO, rozšiřuje myšlenky organizace v ČR a spolupracuje se Sekretariátem UNESCO v Paříži.
Česká komise pro UNESCO má 40 členů a tvoří ji zástupci ministerstev, zástupci významných institucí – státních i nevládních (například Akademie věd ČR, Asociace muzeí a galerií České republiky, Česká rada dětí a mládeže atd.) a jednotlivé osobnosti vědy a kultury. Funkční období členů je čtyřleté a členství je čestné.
Předsedkyní České komise pro UNESCO byla senátorka Jaroslava Moserová, která byla v roce 2003 opětovně jmenována na další funkční období. Po její smrti byla 8. listopadu 2006 jmenována do funkce RNDr. Helena Illnerová, DrSc., na kterou od 1. 10. 2012 navázal Mgr. Petr Gazdík. Od 1. února 2017 je předsedou České komise pro UNESCO prof. PhDr. Stanislav Štech, CSc.
Plnění rozhodnutí České komise pro UNESCO zajišťuje její sekretariát, který je od 1. července 1996 součástí Odboru OSN Ministerstva zahraničních věcí ČR. Sekretariát spravuje i knihovnu publikací a dokumentů UNESCO. Vedoucím tajemníkem Sekretariátu České komise pro UNESCO je Mgr. Petr Štěpánek, Ph.D.

### Stálá mise ČR přiUNESCO
Stálou misi ČR při UNESCO vede od roku 2019 stálý představitel ČR při UNESCO Michal Fleischmann. Mise zajišťuje vztahy mezi Českou republikou a UNESCO.

## Kritika akontroverze
V březnu 2011 britská vládní organizace DFID ohodnotila celkovou činnost organizace UNESCO jako finančně neefektivní a celkově neuspokojivou. Organizace UNESCO toto hodnocení odmítla.
V palestinském časopise pro mládež sponzorovaném částečně organizací UNESCO vyšel v březnu 2011 článek, ve kterém mladá dívka popsala Adolfa Hitlera jako jeden ze svých čtyř vzorů. V prosinci téhož roku se UNESCO v reakci na mediální tlak distancovalo od činnosti časopisu a zastavilo jeho financování.

### Izrael
Izrael podal na konci roku 2017 oficiální žádost o vystoupení z UNESCO, kterou se rozhodl opustit spolu s USA. Bezprostředním podnětem bylo pro Izrael schválení rezoluce UNESCO, v níž se odsuzuje každé uznání Jeruzaléma hlavním městem Izraele. Spojené státy oznámily svůj záměr z UNESCO vystoupit už v říjnu, a to kvůli setrvalé zaujatosti organizace proti Izraeli; podobná výtka byla i jedním z důvodů předchozího vystoupení USA z UNESCO v roce 1984. USA a Izrael přestaly být členy UNESCO k 31. prosinci 2018.

### Spojené státy a UNESCO
Spojené státy vystoupily z UNESCO v roce 1984 s odůvodněním, že organizace je „vysoce politizovaná“, vykazuje „nepřátelskost vůči základním institucím svobodné společnosti, zejména svobodnému trhu a svobodnému tisku“, dále kvůli „nezřízenému rozšiřování rozpočtu“ a špatnému řízení pod vedením tehdejšího generálního ředitele Amadou-Mahtara M'Bowa ze Senegalu. Dne 1. října 2003 v době vlády prezidenta George Bushe mladšího, Spojené státy opět obnovily své členství v UNESCO.
Dne 12. října 2017 Spojené státy oznámily UNESCO, že z organizace opět vystoupí, a to k 31. prosinci 2018 za vlády tehdejšího prezidenta Donalda Trumpa. Izrael je následoval. Spojené státy své členství v organizaci znovu obnovily v červnu 2023.
Dne 22. července 2025, během druhého období prezidenta Donalda Trumpa, Spojené státy opět oznámily, že opět vystoupí z organizace UNESCO. Prezident Trump uvedl mezi důvody pro další vystoupení organizace protiamerické a protiizraelské postoje organizace a woke agendu.

## Události

### Říjen 2011
UNESCO jako první orgán OSN uznalo plnohodnotné členství Palestiny. Česká republika hlasovala proti.

## Zajímavosti
Francouzská poštovní správa pro potřeby pařížské centrály organizace začala roku 1961 vydávat speciální edice poštovních známek s označením UNESCO a nadtitulem RÉPUBLIQUE FRANCAISE. Mají vyznačenou francouzskou měnu.